# Турка (приток Ирени)
Турка — река в России, протекает в Пермском крае. Устье реки находится в 59 км по левому берегу реки Ирень, на территории посёлка Усть-Турка. Длина реки составляет 72 км.

## Притоки
- 5,7 км: Юг
- 12 км: Савлек
- 28 км: Бырма
- 49 км: Большая Гаревая
- 56 км: Берёзовка
- 56 км: Чёрная Турка

## Данные водного реестра
По данным государственного водного реестра России относится к Камскому бассейновому округу, водохозяйственный участок реки — Сылва от истока и до устья, речной подбассейн реки — Кама до Куйбышевского водохранилища (без бассейнов рек Белой и Вятки). Речной бассейн реки — Кама.